# Coşeiu
Coşeiu es una comuna ubicada en el distrito de Sălaj, Rumania.

## Superficie
Posee una superficie de 34,32 kilómetros cuadrados.

## Demografía
Hasta 2021 la población era de 1110 habitantes, con una densidad de población de 32,34 habitantes por kilómetro cuadrado.